# Joseph Coulon de Villiers
Pour les articles homonymes, voir Villiers et Jumonville.
Joseph Coulon de Villiers, sieur de Jumonville (8 septembre 1718 – 28 mai 1754) était un officier militaire canadien français. Mort durant la Bataille de Jumonville Glen, ou selon certaines vues françaises et anglaises, assassiné par le lieutenant-colonel George Washington, futur président des États-Unis d'Amérique. Né à Verchères en Nouvelle-France, Jumonville était le fils de Nicolas-Antoine Coulon de Villiers. Son dernier grade était enseigne en second (correspondant au grade de sous-lieutenant).

## Récit

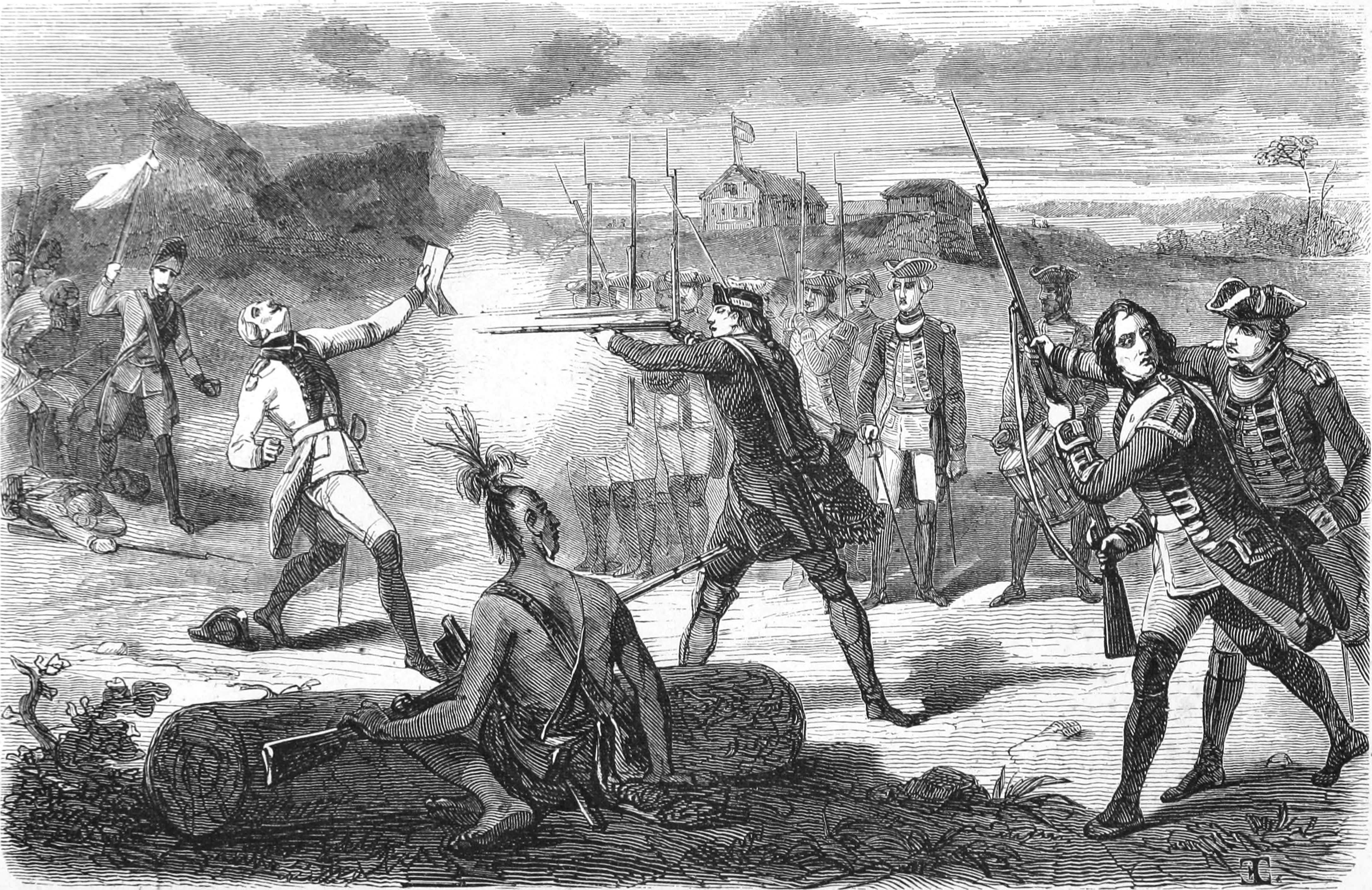
La mort de Jumonville vue par un illustrateur du XIXe siècle.

En avril 1754, les Français de la Nouvelle-France décident de fortifier les fourches de l'Ohio, qu'ils contrôlent depuis 1650, en construisant le fort Duquesne. Les Britanniques ne restent pas inactifs et envoient un détachement de miliciens virginiens sous les ordres du lieutenant-colonel George Washington. Le chef de la mission française Claude-Pierre Pécaudy de Contrecœur envoie à leur rencontre un petit détachement commandé par l'enseigne en second de Jumonville pour sommer les Britanniques de se retirer. Lorsque Jumonville se mit à lire la lettre de sommation, il fut tué. Son assassinat par les troupes britanniques sous le commandement de George Washington est un des facteurs engendrant la guerre de Sept Ans.
Plusieurs récits mentionnent que Jumonville n'a pas été capturé comme décrit par Washington, mais fut l'un des premiers tués par sa milice. Adam Stephen, officier qui accompagnait Washington lors de l'événement, rapporte que Jumonville fut même tué le premier. Aucune référence n'a été faite au sujet de la capture de Jumonville ou de l'interrogatoire par le colonel Washington. Washington, qui avait d'abord reconnu avoir tué Jumonville, écrivit plus tard dans son journal que c'était l'Indien Tanaghrisson qui avait tué l'officier avec sa hache. Mais il n'a jamais été démontré que Jumonville avait été tué par un coup de tomahawk. Les officiers français de l'époque (dont le capitaine Alexandre de Clouet qui témoigne dans son livre de famille) racontaient que l'assassinat avait eu lieu dans la tente de major Washington : lorsque Jumonville entra pour lire les sommations françaises, il eut la tête tranchée d'un coup de sabre.
C'est à la suite de cet épisode que son frère aîné, Monsieur de Villiers, mit le siège devant le fort de la Nécessité.  
Joseph Coulon de Villiers avait deux frères qui firent, comme lui, une carrière militaire :
- Louis Coulon de Villiers, officier de marine, qui battit George Washington à la bataille de Fort Necessity.
- François Coulon de Villiers, (1712-1794), commandant du Fort Cavagnial.

## Hommages
La rue De Jumonville a été nommée en son honneur, en 1890, dans la ville de Québec .